# Asa N.º 86 da RAAF
A Asa N.º 86 é uma asa da Real Força Aérea Australiana. Hierarquicamente dependente do Grupo de Mobilidade Aérea, tem o seu quartel-general na Base Aérea de Amberley, em Queensland. A asa é composta pelo Esquadrão N.º 33, que opera aeronaves Airbus KC-30 em versões de transporte de passageiros e reabastecedores, o Esquadrão N.º 36, que opera aeronaves C-17 Globemaster III, o Esquadrão N.º 38 que opera aeronaves Beech King Air 350, e pela Australian Army's 68 Ground Liaison Section. As suas aeronaves prestam apoio e serviço às forças armadas australianas em operações militares e humanitárias à volta do globo.
Tendo sido formada no último ano da Segunda Guerra Mundial, para organizar ataques terrestres com aeronaves de Havilland Mosquitos e Bristol Beaufighters no teatro do sudoeste do pacífico, a Asa N.º 86 sofreu uma reorganização em 1946 para se transformar numa asa de transporte aéreo, com quartel-general em Schofields, em New South Wales, operando aeronaves Douglas C-47 Dakota. Foi transferida para a Base Aérea de Richmond em 1949 e começou a operar C-130 Hercules em 1958. Dispensada em 1964, a asa foi restabelecida em Richmond em 1987, tendo posteriormente sido transferida para Amberley.